# Hans Dorn (Buchdrucker)

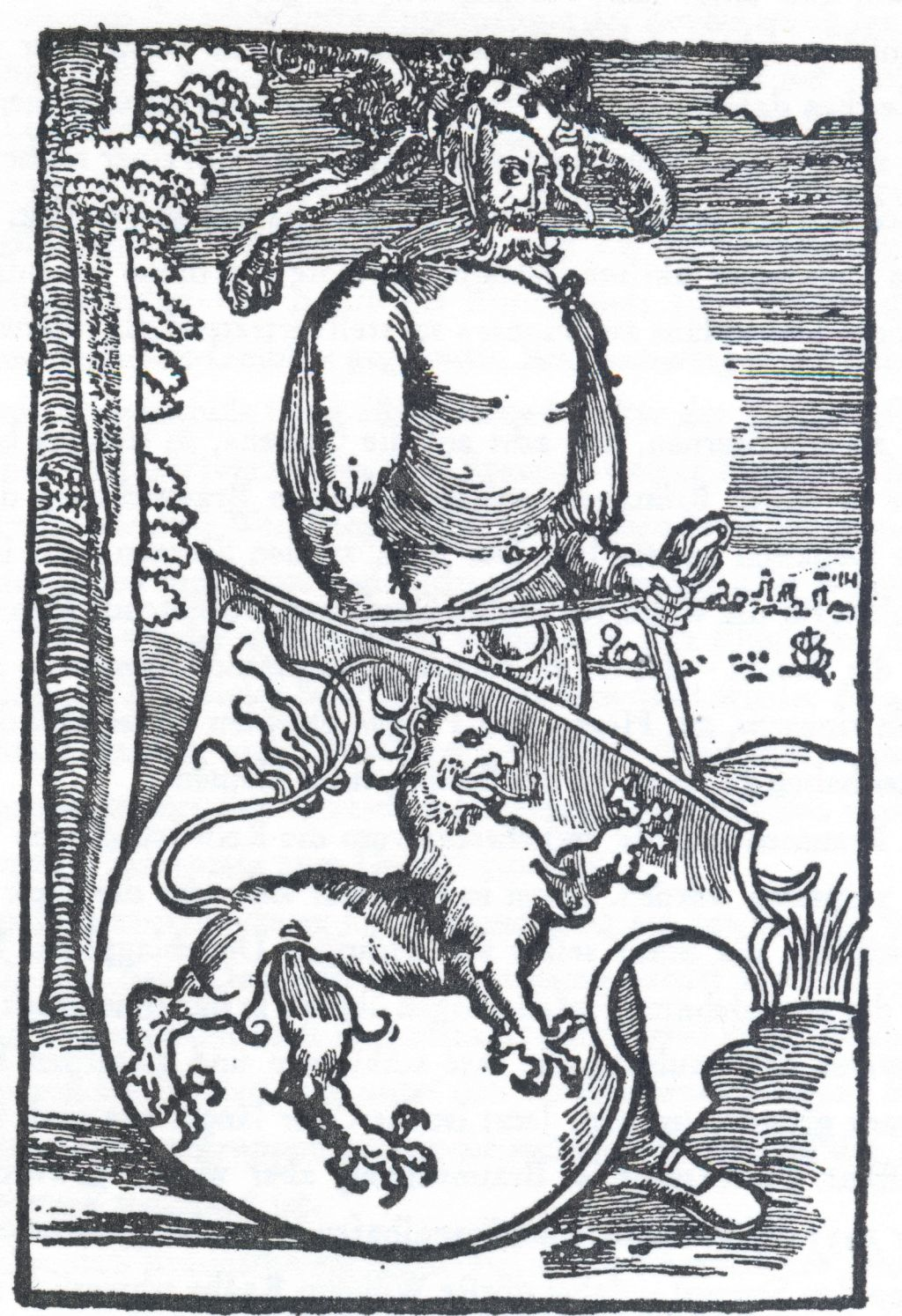
Signet Hans Dorns aus dem Jahre 1506: Auf dem Schild ist der Braunschweiger Löwe abgebildet.

Hans Dorn war ein deutscher Formschneider, Buchführer, Buchhändler und Buchdrucker im Braunschweig des späten 15. und frühen 16. Jahrhunderts. Seine genauen Lebensdaten sind unbekannt. In Braunschweig nachweisbar ist er allerdings für den Zeitraum 1493 bis 1525.
Bevor Dorn 1506 begann Bücher zu drucken, war er bereits als Buchführer tätig gewesen. Seine Offizin soll sich im Weichbild Altstadt beim Hohen Tor, unweit der Martinikirche, befunden haben.

## Ältestes erhaltenes Buch Braunschweigs
Das älteste in Braunschweig gedruckte und noch heute erhaltene Buch wurde am 15. Juli 1506 von Hans Dorn gefertigt. Es handelt sich dabei um das in Mittelniederdeutsch verfasste und prächtig ausgestattete Plenar „Dath boke der hilgen Ewangelien. Lectien. Profecien unde Epistelen …“. Ein Exemplar befindet sich heute in der Herzog August Bibliothek in Wolfenbüttel. Für ein angeblich bereits im Jahre 1502 in der Stadt ebenfalls mit beweglichen Lettern gefertigtes Druckwerk existieren außer einem Hinweis aus dem 18. Jahrhundert bisher keine weiteren Belege. Dorn druckte zunächst vor allem theologische Werke für Laien beziehungsweise Erbauungsliteratur in niederdeutscher und lateinischer Sprache. So zum Beispiel „Summula doctrinarum Jhesu Christi“ von Nikolaus Decius. Dorn war der erste Buchdrucker in Braunschweig, der reformatorische Schriften herstellte und vertrieb. So druckte er 1518 als erster Martin Luthers „Sermon von Ablass und Gnade“. 1521 erschien „Von Adams und unsem Valle und Wedderuperstendinghe“ des Braunschweiger Theologen Gottschalk Kruse bei ihm. Unter seinen Arbeiten befanden sich neben theologischen Büchern und solchen für die Braunschweiger Lateinschulen auch Einblattdrucke.
Heute noch erhalten sind zwei medizinische Werke, die Reisebeschreibung des Hildesheimer Bürgers Gerd Helmich über den Jakobsweg von Braunschweig nach Santiago de Compostela, sowie Reformationsschriften, die Dorn bereits in Hochdeutsch druckte. Sein letzter bekannter Druck stammt von 1525. Einen direkten Nachfolger scheint es nicht gegeben zu haben, denn der folgende Buchdruck ist erst für 1539 durch Andreas Goldbeck belegt.

## Arbeiten (Auswahl)

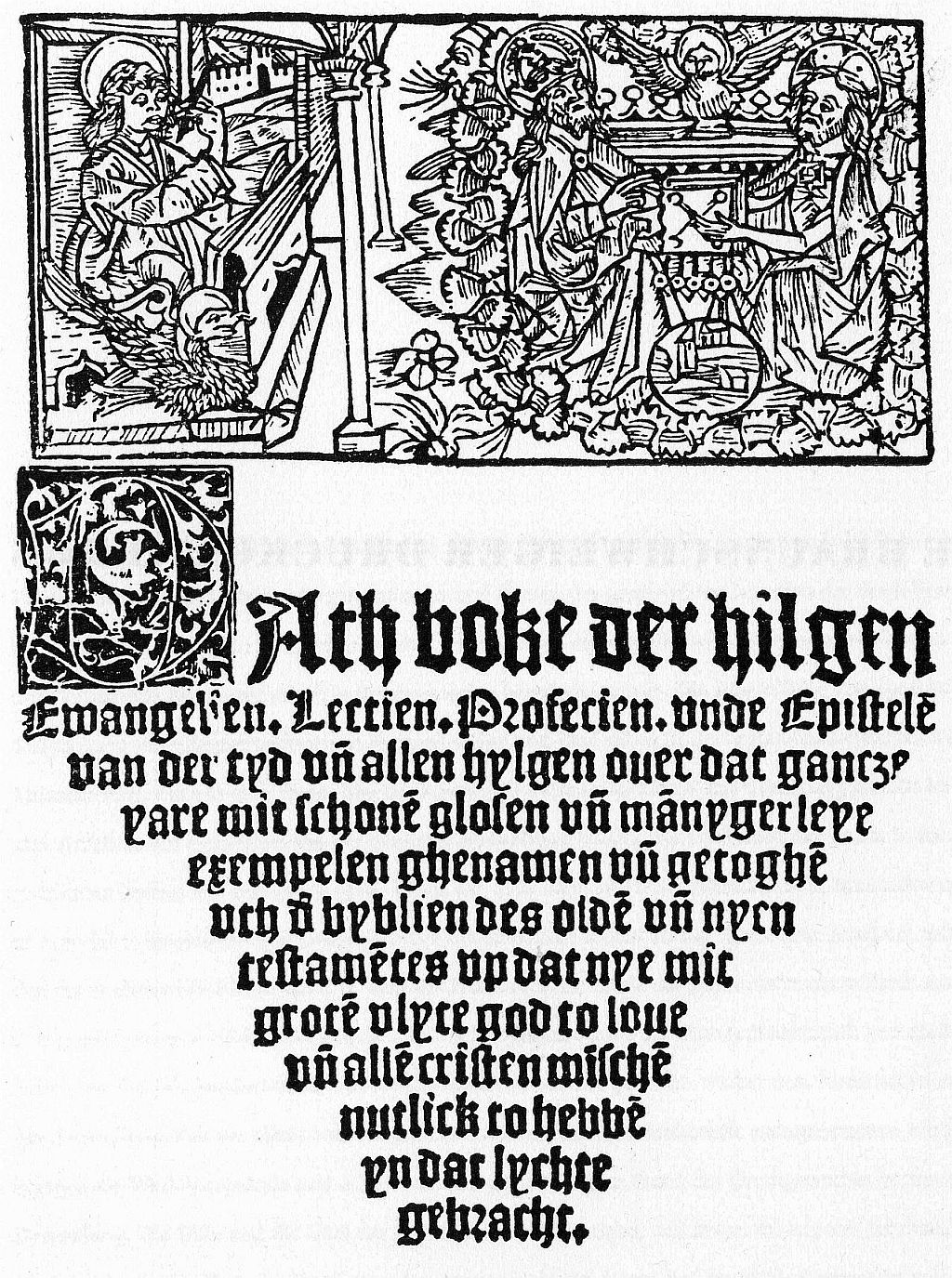
Titelblatt „Dath boke der hilgen Ewangelien. Lectien. Profecien unde Epistelen …“. von 1506.

- 1506: Dath boke der hilgen Ewangelien ….
- 1506: ein Buch zu Bekämpfung der Pest von Heinrich Steinhöwel
- 1507: St. Annen Büchlein.
- 1507: Judenspiegel. von Johannes Pfefferkorn
- 1511: Dialogus Contra impudicas foeminas. von Henning Caldrusius
- 1514: Oracio de Sanctis Cosma et Damiano. (Einblattdruck)
- 1517: Distichoneomenion Abaci: sive Computus ecclesiastici ….
- 1518: Sermon von Ablass und Gnade. von Martin Luther
- 1518: De guldene Lettanye: Dagelicke Anropynge unde Bede tho gode, Marien, und allem hemmelischen Hehre.
- 1521: Von Adams und unsem Valle und Wedderuperstendinghe.
- 1525: Von dem weyt erschollen namen Luther, was er bedeut und wie er wirt mißbrauchtt. Er heyst nycht der truber, vyl mehr der lauterer. Er heyst auch nicht der lotter, vyl mehr der bewerer.